# Яницкий, Станислав Людвигович
Станислав Людвигович Яницкий (пол. Stanisław Janicki; 1797/8 — 1855) — математик, инженер и педагог Царства Польского; автор ряда научных трудов.

## Биография
Станислав Яницкий родился, согласно «Русскому биографическому словарю Половцева» в 1797 году в местечке Москажеве, в Краковском воеводстве (Польская Википедия называет местом рождения город Варшаву (в то время часть Прусского королевства, а датой рождения 4 мая 1798 года). Рано лишившись родителей, он с тринадцати лет воспитывался у родственников в Кракове; затем два года пробыл в Краковской академии, а в 1817 году уехал в Варшаву заканчивать своё образование. 
В следующем 1818 году С. Л. Яницкий был назначен преподавателем математики и физики в Варшавском лицее. Вскоре после того он был послан с научной целью за границу на казённый счёт и в течение трёх лет побывал в Германии, Швейцарии, Милане, Риме и Париже, а затем вернулся в Польшу и был назначен на кафедру математики в воеводской школе в Плоцке; свободное от педагогических занятий время он посвящал научным исследованиям. 
В 1823 году Станислав Людвигович Яницкий напечатал свой первый труд о паровых машинах (пол. «O machinach parnych»), тогда ещё почти не известных в Российской империи, а в следующем 1824 году, закончив работу, порученную ему ещё Варшавским университетом, был удостоен научной степени доктора философии. 
В 1825 году он был назначен первым адъюнктом при Варшавской астрономической обсерватории и тогда же послан был вторично за границу для ознакомления с положением технических наук в Германии, Франции и Англии, а по возвращении в октябре 1827 года занял кафедру прикладной механики во вновь открытом Варшавском политехническом училище. 
Его плодотворная деятельность была прервана во время польского восстания 1830 года, по прекращении которого Яницкий вернулся на службу и состоял членом экзаменационной комиссии в Варшаве. Всё свободное время он и теперь посвящал занятиям по математике, механике и политической экономии и с 1832 года помещал свои статьи в сельскохозяйственном календаре («Kalendarz domowy i gospodarsky»), редакция которого после Галендзовского перешла к нему. 
В 1843 году Яницкому было поручено устройство сберегательной кассы при Варшавском страховом обществе, где с 1851 года он состоял заведующим счётного отдела. 
Станислав Людвигович Яницкий скончался 8 мая 1855 года в городе Варшаве.